# ويلي سيغرس
ويلي سيغرس هو سياسي بلجيكي، ولد في 21 نوفمبر 1958 في آندرلخت في بلجيكا. حزبياً، نشط في New Flemish Alliance ‏ وPeople's Union (Belgium) ‏. وقد انتخب عضو البرلمان الفلمنكي.